# Дискографија Лејди Гаге
Дискографија Лејди Гаге, америчке певачице, комплетан је списак њених издатих синглова, албума и видеа којих је издало више издавачких кућа. У својој досадашњој каријери издала је пет студијских албума, три компилацијска албума, три видео албума, четири ЕПа, један саундтрек албум, тридесет-осам синглова (од тога двадесет-осам синглова као главни извођач и десет промотивна сингла) и тридесет-четири музичких видео-спотова. Лејди Гага је свој деби отпочела у августу 2008. године када је издала свој први студијски албум под називом The Fame, који се позиционирао на месту број два у Сједињеним Америчким Државама где је био награђен троструким платинумским сертификатом, који је избио на прву позицију у Аустрији, Канади, Немачкој, Швајцарској и Уједињеном Краљевству. Оба, прва два, сингла са албума Just Dance и Poker Face су доживели светски успех позициониравши се на месту број један у Аустралији, Канади, Уједињеном Краљевству и Сједињеним Америчким Државама. Албум је изнедрио још три сингла: Eh, Eh (Nothing Else I Can Say), LoveGame и Paparazzi. Касније су се позиционирали у топ десет на многим топ-листама у више држава широм света, укључујући број један на топ-листи у Немачкој.
Гага је у новембру 2009. године издала делукс едицију албума The Fame, реиздање под називом The Fame Monster, које је такође издато и као стандардни ЕП. Реиздање се позиционирао на месту број један у Аустралији, Новом Зеланду и у Уједињеном Краљевству где је награђен платинумским сертификатом, иако је у Сједињеним Државама био на месту број пет. Главни сингл са реиздања под називом Bad Romance је постао међународни хит достигавши прво место на топ-лисама у дванаест различитих држава и место број два у Сједињеним Државама. Наредни синглови, Telephone и Alejandro, су такође били у топ десет хитова у више држава. Априла 2012. године, укупни број продатих примерака студијског албума The Fame и реиздања The Fame Monster достигао је бројку од петнаест милиона продатих примерака широм света. Пошто су се оба претходно издата албума, један студијски и реиздање, састојала од неколико ремикса, Гага је одлучила да 2010. године објави компилацијски албум The Remix. Поменути компилацијски албум је заузимао позицију број шест у Сједињеним Државама док је у Канади и Уједињеном Краљевству ушао у топ пет. Компилацијски албум сачињен од ремикса је био продат у пола милиона примерака широм света, тако сврставајући се на списак једног од најпродаванијег ремикс албума свих времена.
Певачицин други студијски албум под називом Born This Way био је објављен у марту 2011. године. достигавши место број један у Сједињеним Државама, на топ-листи Билборд 200, и још дванаест других држава. Епонимски главни сингл са албума под називом истим називом као и албум Born This Way доживео је међународни успех позициониравши се на месту број један у деветнаест различитих држава укључујући Сједињене Државе у којима је постао њен трећи по реду број један сингл. Албум су такође чинили и успешни синглови Judas, The Edge of Glory, You and I и Marry the Night. Гагин трећи по реду студијски албум под називом Artpop био је објављен новембра 2013. године и чинили су га синглови Applause и Do What U Want. Септембра 2014. године, Гага издаје колаборацијски албум са Тонијем Бенетом под називом Cheek to Cheek, који је дебитовао на позицији број један у Сједињеним Државама, поставши тако трећи узастопни албум Лејди Гаге који је био на месту број један. Њен пети по реду студијски албум под називом Joanne био је објављен у октобру 2016. године. Главни сингл са албума под називом Perfect Illusion дебитовао је на месту број један у Француској, док је њен други сингл са албума Million Reasons достигао позицију број четири у Сједињеним Државама. Када је албум Joanne достигао број један у Сједињеним Државама, Гага је постала прва жена са четири број један албума у САД током 2010-их. Гага је наставила са снимањем у 2018. години избацивши саундтрек за филм Звезда је рођена. Саундтрек и њен главни сингл под називом Shallow достигли су позиције број један на топ-листама у Аустралији, Новом Зеланду, Швајцарској и Уједињеном Краљевству.
Закључно са јануаром 2016. године, Лејди Гага је продала близу двадесет-седам милиона примерака албума и сто-четрдесет-шест милиона примерака синглова широм света. Она је такође продала око 7,25 милиона примерака синглова у Уједињеном Краљевству, и 11,46 милиона примерака албума у Сједињеним Државама; касније у држави она је била прва и једина до сада уметница која је продала преко седам милиона примерака два сингла (Poker Face и Just Dance). Према подацима Америчког удружења дискографских кућа (енгл. Recording Industry Association of America, RIAA), закључно са јуном 2018. године, Гага је позиционирана на осмом месту по виртуелној продаји синглова у Сједињеним Државама, са кумулативном продајом синглова од шездесет-један милион и вишом забележеном стопом прегледа "на захтев".

## Албуми

### Студијски албуми
| Наслов                              | Детаљи албума | Позиције на топ-листама | Позиције на топ-листама | Позиције на топ-листама | Позиције на топ-листама | Позиције на топ-листама | Позиције на топ-листама | Позиције на топ-листама | Позиције на топ-листама | Позиције на топ-листама | Позиције на топ-листама | Број продатих примерака                                                                                       | Сертификати |
| Наслов                              | Детаљи албума | САД                     | АУС                     | АУТ                     | КАН                     | ФРА                     | НЕМ                     | ИТА                     | НЗЛ                     | ШВА                     | УК                      | Број продатих примерака                                                                                       | Сертификати |
| ----------------------------------- | --- | ----------------------- | ----------------------- | ----------------------- | ----------------------- | ----------------------- | ----------------------- | ----------------------- | ----------------------- | ----------------------- | ----------------------- | --- | --- |
| The Fame                            | - Датум објављивања: 28. октобар 2008. година (САД) - Издавачка кућа: Стримлајн, Кон Лајв, Черитри, Интерскоп - Формат(и): CD, дигитални даунлоуд, USB флеш драјв, LP | 2                       | 3                       | 1                       | 1                       | 2                       | 1                       | 13                      | 2                       | 1                       | 1                       | - ШС: 15.000.000 (укључујући The Fame Monster) - САД: 4.790.000 - КАН: 476.000 - ФРА: 650.000 - УК: 2.995.891 | - RIAA: 3× платинумски - ARIA: 4× платинумски - BPI: 9× платинумски - BVMI: 9× златни - FIMI: 4× платинумски - IFPI АУТ: 7× платинумски - IFPI ШВА: 4× платинумски - MC: 7× платинумски - RMNZ: 5× платинумски - SNEP: дијамантски |
| Born This Way                       | - Датум објављивања: 23. мај 2011. година (САД) - Издавачка кућа: Стримлајн, Интерскоп, Кон Лајв - Формат(и): CD, дигитални даунлоуд, USB флеш драјв, LP              | 1                       | 1                       | 1                       | 1                       | 1                       | 1                       | 1                       | 1                       | 1                       | 1                       | - ШС: 6.000.000 - САД: 2.420.000 - КАН: 93.000 - ФРА: 190.000 - УК: 989.000                                   | - RIAA: 2× платинумски - ARIA: 2× платинумски - BPI: 3× платинумски - BVMI: платинумски - FIMI: платинумски - IFPI АУТ: платинумски - IFPI ШВА: платинумски - MC: 4× платинумски - RMNZ: платинумски - SNEP: 2× платинумски        |
| Artpop                              | - Датум објављивања: 11. новембар 2013. година (САД) - Издавачка кућа: Стримлајн, Интерскоп - Формат(и): CD, дигитални даунлоуд, LP                                   | 1                       | 2                       | 1                       | 3                       | 3                       | 3                       | 2                       | 2                       | 2                       | 1                       | - ШС: 2.500.000 - САД: 775.000 - ФРА: 60.000 - УК: 207.243                                                    | - RIAA: платинумски - BPI: златни - FIMI: златни - IFPI АУТ: златни - IFPI ШВА: златни - MC: платинумски - SNEP: платинумски |
| Cheek to Cheek (са Тонијем Бенетом) | - Датум објављивања: 23. септембар 2014. година (САД) - Издавачка кућа: Стримлајн, Интерскоп, Коламбија - Формат(и): CD, дигитални даунлоуд, LP                       | 1                       | 7                       | 6                       | 3                       | 9                       | 12                      | 6                       | 3                       | 7                       | 10                      | - ШС: 1.000.000 - САД: 760.000 - ФРА: 40.000                                                                  | - RIAA: златни - ARIA: златни - BPI: сребрни - MC: платинумски |
| Joanne                              | - Датум објављивања: 21. октобар 2016. година - Издавачка кућа: Стримлајн, Интерскоп - Формат(и): CD, дигитални даунлоуд, LP                                          | 1                       | 2                       | 9                       | 2                       | 9                       | 6                       | 2                       | 2                       | 3                       | 3                       | - ШС: 1.000.000 - САД: 616.000 - ФРА: 20.000 - УК: 143.315                                                    | - RIAA: платинумски - BPI: златни - FIMI: златни - MC: златни - SNEP: златни |
| Chromatica                          | - Датум објављивања: 29. мај 2020. година - Издавачка кућа: Стримлајн, Интерскоп - Формат(и): CD, дигитални даунлоуд, LP                                              | 1                       | 1                       | 1                       | 1                       | 1                       | 3                       | 1                       | 1                       | 1                       | 1                       | - УС: 205,000 - УК: 31,709                                                                                    | - BPI: сребрни - MC: златни |

### Саундтрек албуми
| Наслов                                  | Детаљи албума | Позиције на топ-листама | Позиције на топ-листама | Позиције на топ-листама | Позиције на топ-листама | Позиције на топ-листама | Позиције на топ-листама | Позиције на топ-листама | Позиције на топ-листама | Позиције на топ-листама | Позиције на топ-листама | Број продатих примерака     | Сертификати                  |
| Наслов                                  | Детаљи албума | САД                     | АУС                     | АУТ                     | КАН                     | ФРА                     | НЕМ                     | ИТА                     | НЗЛ                     | ШВА                     | УК                      | Број продатих примерака     | Сертификати                  |
| --------------------------------------- | --- | ----------------------- | ----------------------- | ----------------------- | ----------------------- | ----------------------- | ----------------------- | ----------------------- | ----------------------- | ----------------------- | ----------------------- | --------------------------- | ---------------------------- |
| Звезда је рођена (са Бредлијем Купером) | - Датум објављивања: 5. октобар 2018. година - Издавачка кућа: Интерскоп - Формат(и): CD, дигитални даунлоуд, LP | 1                       | 1                       | 2                       | 1                       | 5                       | 5                       | 4                       | 1                       | 1                       | 1                       | - САД: 248.000 - УК: 81.530 | - BPI: златни - RMNZ: златни |

### Компилацијски албуми
| Наслов | Детаљи албума | Позиције на топ-листама | Позиције на топ-листама | Позиције на топ-листама | Позиције на топ-листама | Позиције на топ-листама | Позиције на топ-листама | Позиције на топ-листама | Позиције на топ-листама | Позиције на топ-листама | Позиције на топ-листама | Број продатих примерака                                  | Сертификати   |
| Наслов | Детаљи албума | САД                     | АУС                     | БЕЛ (Валонија)          | КАН                     | ФРА                     | ИТА                     | ЈАП                     | НЗЛ                     | ШВЕ                     | УК                      | Број продатих примерака                                  | Сертификати   |
| --- | --- | ----------------------- | ----------------------- | ----------------------- | ----------------------- | ----------------------- | ----------------------- | ----------------------- | ----------------------- | ----------------------- | ----------------------- | -------------------------------------------------------- | ------------- |
| The Remix | - Датум објављивања: 3. март 2010. година (САД) - Издавачка кућа: Стримлајн, Кон Лајв, Черитри, Интерскоп - Формат(и): CD, дигитални даунлоуд, LP | 6                       | 12                      | 6                       | 5                       | 19                      | 22                      | 7                       | 9                       | 40                      | 3                       | - ШС: 500.000 - САД: 315.000 - ФРА: 50.000 - УК: 166.440 | - BPI: златни |
| The Singles                                                                                                   | - Датум објављивања: 8. децембар 2010. година (ЈАП) - Издавачка кућа: Јуниверзал мјузик - Формат(и): 9CD бокс сет                                 | —                       | —                       | —                       | —                       | —                       | —                       | 166                     | —                       | —                       | —                       |                                                          |               |
| Born This Way: The Remix                                                                                      | - Датум објављивања: 18. новембар 2011. година (САД) - Издавачка кућа: Стримлајн, Интерскоп, Кон Лајв - Формат(и): CD, дигитални даунлоуд, LP     | 105                     | 62                      | 69                      | 49                      | 71                      | 89                      | 14                      | —                       | —                       | 77                      | - САД: 62.000 - ФРА: 10.000 - УК: 16.094                 |               |
| "—" озnачава издање које или није дебитовало на тој топ-листи или није дебитовало у/на тој држави/територији. | |                         |                         |                         |                         |                         |                         |                         |                         |                         |                         |                                                          |               |

### Видео албуми
| Наслов | Детаљи албума | Позиције на топ-листама | Позиције на топ-листама | Позиције на топ-листама | Позиције на топ-листама | Позиције на топ-листама | Позиције на топ-листама | Позиције на топ-листама | Позиције на топ-листама | Позиције на топ-листама | Позиције на топ-листама | Сертификати                                                 |
| Наслов | Детаљи албума | САД                     | АУС                     | АУТ                     | ФРА                     | НЕМ                     | ИТА                     | ЈАП                     | ХОЛ                     | ШВА                     | УК                      | Сертификати                                                 |
| --- | --- | ----------------------- | ----------------------- | ----------------------- | ----------------------- | ----------------------- | ----------------------- | ----------------------- | ----------------------- | ----------------------- | ----------------------- | ----------------------------------------------------------- |
| The Fame Monster: Video EP                                                                                    | - Датум објављивања: 7. мај 2010. година - Издавачка кућа: Стримлајн, Кон Лајв, Черитри, Интерскоп - Формат(и): даунлоуд            | —                       | —                       | —                       | —                       | —                       | —                       | —                       | —                       | —                       | —                       |                                                             |
| Lady Gaga Presents the Monster Ball Tour: At Madison Square Garden                                            | - Датум објављивања: 21. новембар 2011. година - Издавачка кућа: Стримлајн, Интерскоп, Кон Лајв - Формат(и): DVD, Блу-реј, даунлоуд | 1                       | 2                       | 5                       | 1                       | 55                      | 1                       | 3                       | 3                       | 2                       | 4                       | - ARIA: 2× платинумски - BPI: златни - SNEP: 2× платинумски |
| Tony Bennett and Lady Gaga: Cheek to Cheek Live!                                                              | - Датум објављивања: 20. јануар 2015. година - Издавачка кућа: Стримлајн, Интерскоп, Коламбија - Формат(и): DVD, Блу-реј, даунлоуд  | 1                       | 3                       | 7                       | 3                       | —                       | 3                       | —                       | 3                       | —                       | 10                      |                                                             |
| "—" означава издање које или није дебитовало на тој топ-листи или није дебитовало у/на тој држави/територији. | |                         |                         |                         |                         |                         |                         |                         |                         |                         |                         |                                                             |

## ЕПови
| Наслов | Детаљи ЕПа | Позиције на топ-листама | Позиције на топ-листама | Позиције на топ-листама | Позиције на топ-листама | Позиције на топ-листама | Позиције на топ-листама | Позиције на топ-листама | Позиције на топ-листама | Позиције на топ-листама | Позиције на топ-листама | Број продатих примерака                             | Сертификати |
| Наслов | Детаљи ЕПа | САД                     | АУС                     | БЕЛ (Валонија)          | КАН                     | ФРА                     | ИТА                     | ЈАП                     | НЗЛ                     | ШВЕ                     | УК                      | Број продатих примерака                             | Сертификати |
| --- | --- | ----------------------- | ----------------------- | ----------------------- | ----------------------- | ----------------------- | ----------------------- | ----------------------- | ----------------------- | ----------------------- | ----------------------- | --------------------------------------------------- | --- |
| The Cherrytree Sessions                                                                                       | - Датум објављивања: 3. фебруар 2009. година (САД) - Издавачка кућа: Стримлајн, Кон Лајв, Черитри, Интерскоп - Формат(и): CD, дигитални даунлоуд                           | —                       | —                       | —                       | —                       | —                       | —                       | —                       | —                       | —                       | —                       | - САД: 9.000                                        | |
| Hitmixes | - Датум објављивања: 25. август 2009. година (КАН) - Издавачка кућа: Јуниверзал мјузик - Формат(и): CD                                                                     | —                       | —                       | —                       | 8                       | —                       | —                       | —                       | —                       | —                       | —                       |                                                     | |
| The Fame Monster                                                                                              | - Датум објављивања: 18. новембар 2009. година (САД) - Издавачка кућа: Стримлајн, Кон Лајв, Черитри, Интерскоп - Формат(и): CD, дигитални даунлоуд, USB флеш драјв, ЕП, LP | 5                       | 1                       | 5                       | 6                       | 13                      | 2                       | 2                       | 1                       | 2                       | 1                       | - ШС: Види The Fame - САД: 1.640.000 - ФРА: 177.122 | - RIAA: платинумски - ARIA: 3× платинумски - BEA: 2× платинумски - IFPI ШВЕ: платинумски - RIAJ: 2× платинумски - SNEP: 2× платинумски |
| A Very Gaga Holiday                                                                                           | - Датум објављивања: 22. новембар 2011. година (САД) - Издавачка кућа: Стримлајн, Интерскоп, Кон Лајв - Формат(и): дигитални даунлоуд                                      | 52                      | —                       | —                       | 74                      | —                       | —                       | —                       | —                       | —                       | —                       | - САД: 45.000                                       | |
| "—" означава издање које или није дебитовало на тој топ-листи или није дебитовало у/на тој држави/територији. | |                         |                         |                         |                         |                         |                         |                         |                         |                         |                         |                                                     | |

## Синглови

### Као главни извођач
| Наслов | Година издања | Позиције на топ-листама | Позиције на топ-листама | Позиције на топ-листама | Позиције на топ-листама | Позиције на топ-листама | Позиције на топ-листама | Позиције на топ-листама | Позиције на топ-листама | Позиције на топ-листама | Позиције на топ-листама | Сертификати | Албум                |
| Наслов | Година издања | САД                     | АУС                     | АУТ                     | КАН                     | ФРА                     | НЕМ                     | ИТА                     | НЗЛ                     | ШВА                     | УК                      | Сертификати | Албум                |
| --- | ------------- | ----------------------- | ----------------------- | ----------------------- | ----------------------- | ----------------------- | ----------------------- | ----------------------- | ----------------------- | ----------------------- | ----------------------- | --- | -------------------- |
| "Just Dance" (дует са Колбијем О’Донисом)                                                                     | 2008          | 1                       | 1                       | 8                       | 1                       | 14                      | 10                      | 36                      | 3                       | 8                       | 1                       | - RIAA: 8× платинумски - ARIA: 3× платинумски - BPI: платинумски - BVMI: златни - IFPI ШВА: 2× платинумски - MC: 6× платинумски - RMNZ: платинумски                                                    | The Fame             |
| "Poker Face"                                                                                                  | 2008          | 1                       | 1                       | 1                       | 1                       | 1                       | 1                       | 2                       | 1                       | 1                       | 1                       | - RIAA: дијамантски - ARIA: 6× платинумски - BPI: 2× платинумски - BVMI: 3× платинумски - FIMI: 2× платинумски - IFPI АУТ: Gold - IFPI ШВА: 3× платинумски - MC: 8× платинумски - RMNZ: 2× платинумски | The Fame             |
| "Eh, Eh (Nothing Else I Can Say)"                                                                             | 2009          | —                       | 15                      | —                       | 68                      | 7                       | —                       | —                       | 9                       | —                       | —                       | - RIAA: златни - ARIA: златни - RMNZ: златни | The Fame             |
| "LoveGame" | 2009          | 5                       | 4                       | 6                       | 2                       | 5                       | 7                       | —                       | 12                      | 15                      | 19                      | - RIAA: 3× платинумски - ARIA: платинумски - BPI: сребрни - MC: 2× платинумски - RMNZ: златни | The Fame             |
| "Paparazzi"                                                                                                   | 2009          | 6                       | 2                       | 3                       | 3                       | 6                       | 1                       | 3                       | 5                       | 4                       | 4                       | - RIAA: 4× платинумски - ARIA: 2× платинумски - BPI: платинумски - BVMI: платинумски - FIMI: платинумски - IFPI ШВА: златни - RMNZ: златни                                                             | The Fame             |
| "Bad Romance"                                                                                                 | 2009          | 2                       | 2                       | 1                       | 1                       | 1                       | 1                       | 1                       | 2                       | 2                       | 1                       | - RIAA: 11× платинумски - ARIA: 4× платинумски - BPI: 2× платинумски - BVMI: 3× златни - FIMI: 2× платинумски - IFPI ШВА: платинумски - MC: 7× платинумски - RMNZ: 2× платинумски - SNEP: платинумски  | The Fame Monster     |
| "Telephone" (дует са Бијонсе)                                                                                 | 2010          | 3                       | 3                       | 3                       | 3                       | 3                       | 3                       | 2                       | 3                       | 4                       | 1                       | - RIAA: 3× платинумски - ARIA: 3× платинумски - BPI: платинумски - BVMI: златни - FIMI: платинумски - IFPI ШВА: златни - MC: 3× платинумски - RMNZ: платинумски - SNEP: златни                         | The Fame Monster     |
| "Alejandro"                                                                                                   | 2010          | 5                       | 2                       | 2                       | 4                       | 3                       | 2                       | 2                       | 11                      | 3                       | 7                       | - RIAA: 2× платинумски - ARIA: платинумски - BPI: златни - BVMI: платинумски - FIMI: 2× платинумски - IFPI ШВА: платинумски - RMNZ: златни - SNEP: златни                                              | The Fame Monster     |
| "Dance in the Dark"                                                                                           | 2010          | —                       | 24                      | —                       | 88                      | —                       | —                       | —                       | —                       | —                       | 89                      | | The Fame Monster     |
| "Born This Way"                                                                                               | 2011          | 1                       | 1                       | 1                       | 1                       | 2                       | 1                       | 2                       | 1                       | 1                       | 3                       | - RIAA: 4× платинумски - ARIA: 4× платинумски - BPI: платинумски - BVMI: платинумски - FIMI: платинумски - IFPI ШВА: платинумски - RMNZ: платинумски                                                   | Born This Way        |
| "Judas" | 2011          | 10                      | 6                       | 6                       | 8                       | 7                       | 23                      | 3                       | 12                      | 8                       | 8                       | - RIAA: 2× платинумски - ARIA: платинумски - BPI: сребрни - FIMI: златни - RMNZ: златни | Born This Way        |
| "The Edge of Glory"                                                                                           | 2011          | 3                       | 2                       | 3                       | 3                       | 7                       | 3                       | 2                       | 3                       | 10                      | 6                       | - RIAA: 3× платинумски - ARIA: 2× платинумски - BPI: платинумски - BVMI: златни - FIMI: платинумски - IFPI ШВА: златни - RMNZ: златни                                                                  | Born This Way        |
| "You and I"                                                                                                   | 2011          | 6                       | 14                      | 8                       | 10                      | 98                      | 21                      | 19                      | 5                       | 32                      | 23                      | - RIAA: 3× платинумски - ARIA: златни - BPI: сребрни - RMNZ: златни | Born This Way        |
| "The Lady Is a Tramp" (са Тонијем Бенетом)                                                                    | 2011          | —                       | —                       | —                       | —                       | —                       | —                       | 50                      | —                       | —                       | 188                     | | Duets II             |
| "Marry the Night"                                                                                             | 2011          | 29                      | 88                      | 13                      | 11                      | 50                      | 17                      | 42                      | —                       | 34                      | 16                      | - RIAA: златни - BPI: сребрни | Born This Way        |
| "Applause" | 2013          | 4                       | 11                      | 6                       | 4                       | 3                       | 5                       | 2                       | 7                       | 7                       | 5                       | - RIAA: 3× платинумски - ARIA: платинумски - BPI: златни - BVMI: златни - FIMI: платинумски - MC: 2× платинумски - RMNZ: златни                                                                        | Artpop               |
| "Do What U Want" (дует са R. Kelly-јем)                                                                       | 2013          | 13                      | 21                      | 10                      | 3                       | 8                       | 14                      | 3                       | 12                      | 14                      | 9                       | - RIAA: платинумски - BPI: златни - BVMI: златни - FIMI: платинумски - MC: златни | Artpop               |
| "G.U.Y." | 2014          | 76                      | 88                      | —                       | —                       | 92                      | —                       | 98                      | —                       | —                       | 115                     | | Artpop               |
| "Anything Goes" (са Тонијем Бенетом)                                                                          | 2014          | —                       | —                       | —                       | —                       | 178                     | —                       | 65                      | —                       | —                       | 174                     | | Cheek to Cheek       |
| "I Can't Give You Anything but Love" (са Тонијем Бенетом)                                                     | 2014          | —                       | —                       | —                       | —                       | 173                     | —                       | 76                      | —                       | —                       | —                       | | Cheek to Cheek       |
| "Til It Happens to You"                                                                                       | 2015          | 95                      | —                       | —                       | 46                      | 46                      | —                       | —                       | —                       | —                       | 171                     | | Није сингл са албума |
| "Perfect Illusion"                                                                                            | 2016          | 15                      | 14                      | 21                      | 17                      | 1                       | 31                      | 5                       | 31                      | 16                      | 12                      | - ARIA: златни - FIMI: златни - MC: златни | Joanne               |
| "Million Reasons"                                                                                             | 2016          | 4                       | 34                      | 52                      | 16                      | 29                      | 85                      | 12                      | —                       | 7                       | 39                      | - RIAA: платинумски - ARIA: платинумски - BPI: сребрни - FIMI: 2× платинумски - MC: златни - SNEP: златни                                                                                              | Joanne               |
| "The Cure" | 2017          | 39                      | 10                      | 37                      | 33                      | 4                       | 57                      | 36                      | —                       | 41                      | 19                      | - RIAA: платинумски - ARIA: платинумски - BPI: сребрни - FIMI: златни | Није сингл са албума |
| "Joanne" | 2017          | —                       | —                       | —                       | —                       | 45                      | —                       | —                       | —                       | —                       | 154                     | | Joanne               |
| "Shallow" (са Бредлијем Купером)                                                                              | 2018          | 5                       | 1                       | 1                       | 3                       | 6                       | 10                      | 2                       | 1                       | 1                       | 1                       | - BPI: сребрни - RMNZ: златни | Звезда је рођена     |
| "—" означава издање које или није дебитовало на тој топ-листи или није дебитовало у/на тој држави/територији. |               |                         |                         |                         |                         |                         |                         |                         |                         |                         |                         | |                      |

### Као гостујући извођач
| Наслов | Година издања | Позиције на топ-листама | Позиције на топ-листама | Позиције на топ-листама | Позиције на топ-листама | Позиције на топ-листама | Позиције на топ-листама | Албум             |
| Наслов | Година издања | САД                     | АУС                     | БЕЛ (Фландрија)         | КАН                     | ИРС                     | УК                      | Албум             |
| --- | ------------- | ----------------------- | ----------------------- | ----------------------- | ----------------------- | ----------------------- | ----------------------- | ----------------- |
| "Chillin" (Вејл у дуету са Лејди Гагом)                                                                       | 2009          | 99                      | 29                      | —                       | 73                      | 19                      | 12                      | Attention Deficit |
| "3-Way (The Golden Rule)" (Ди Лонли Ајленд у дуету са Џастином Тимберлејком и Лејди Гагом)                    | 2011          | —                       | —                       | —                       | —                       | —                       | —                       | The Wack Album    |
| "—" означава издање које или није дебитовало на тој топ-листи или није дебитовало у/на тој држави/територији. |               |                         |                         |                         |                         |                         |                         |                   |

### Промоциони синглови
| Наслов | Година издања | Позиције на топ-листама | Позиције на топ-листама | Позиције на топ-листама | Позиције на топ-листама | Позиције на топ-листама | Позиције на топ-листама | Позиције на топ-листама | Позиције на топ-листама | Позиције на топ-листама | Позиције на топ-листама | Сертификати    | Албум                |
| Наслов | Година издања | САД                     | АУС                     | КАН                     | ФРА                     | НЕМ                     | ИТА                     | ЈАП                     | НЗЛ                     | ШВА                     | УК                      | Сертификати    | Албум                |
| --- | ------------- | ----------------------- | ----------------------- | ----------------------- | ----------------------- | ----------------------- | ----------------------- | ----------------------- | ----------------------- | ----------------------- | ----------------------- | -------------- | -------------------- |
| "Beautiful, Dirty, Rich"                                                                                      | 2008          | —                       | —                       | —                       | —                       | —                       | —                       | —                       | —                       | —                       | 83                      | - RIAA: златни | The Fame             |
| "Vanity" | 2008          | —                       | —                       | —                       | —                       | —                       | —                       | —                       | —                       | —                       | —                       |                | Није сингл са албума |
| "Christmas Tree" (дует са Спејсом Каубојом)                                                                   | 2008          | —                       | —                       | 79                      | —                       | —                       | —                       | —                       | —                       | —                       | —                       |                | Није сингл са албума |
| "Hair" | 2011          | 12                      | 20                      | 11                      | 12                      | —                       | 5                       | —                       | 9                       | —                       | 13                      |                | Born This Way        |
| "Venus" | 2013          | 32                      | 31                      | 19                      | 9                       | 35                      | 7                       | —                       | 20                      | 18                      | 76                      |                | Artpop               |
| "Dope" | 2013          | 8                       | 34                      | 96                      | 8                       | 34                      | 5                       | —                       | 20                      | 15                      | 124                     |                | Artpop               |
| "Winter Wonderland" (са Тонијем Бенетом)                                                                      | 2014          | —                       | —                       | —                       | —                       | —                       | —                       | —                       | —                       | —                       | —                       |                | Није сингл са албума |
| "A-Yo" | 2016          | 66                      | —                       | 55                      | 167                     | —                       | —                       | —                       | —                       | 62                      | 66                      |                | Joanne               |
| "Your Song"                                                                                                   | 2018          | —                       | —                       | —                       | 31                      | —                       | —                       | 27                      | —                       | —                       | —                       |                | Revamp               |
| "—" означава издање које или није дебитовало на тој топ-листи или није дебитовало у/на тој држави/територији. |               |                         |                         |                         |                         |                         |                         |                         |                         |                         |                         |                |                      |

## Остале позициониране песме
| Наслов | Година издања | Позиције на топ-листама | Позиције на топ-листама | Позиције на топ-листама | Позиције на топ-листама | Позиције на топ-листама | Позиције на топ-листама | Позиције на топ-листама | Позиције на топ-листама | Позиције на топ-листама | Позиције на топ-листама | Сертификати    | Албум                |
| Наслов | Година издања | САД                     | АУС                     | КАН                     | ФРА                     | ИРС                     | ИТА                     | НЗЛ                     | ШВЕ                     | ШВА                     | УК                      | Сертификати    | Албум                |
| --- | ------------- | ----------------------- | ----------------------- | ----------------------- | ----------------------- | ----------------------- | ----------------------- | ----------------------- | ----------------------- | ----------------------- | ----------------------- | -------------- | -------------------- |
| "The Fame" | 2008          | —                       | 73                      | —                       | —                       | —                       | —                       | —                       | —                       | —                       | —                       |                | The Fame             |
| "Starstruck" (дует са Спејсом Каубојом и Фло Рајдом)                                                          | 2008          | —                       | —                       | 74                      | —                       | —                       | —                       | —                       | —                       | —                       | 191                     | - RIAA: златни | The Fame             |
| "Big Girl Now" (New Kids on the Block у дуету са Лејди Гагом)                                                 | 2008          | —                       | —                       | 84                      | —                       | —                       | —                       | —                       | —                       | —                       | —                       |                | The Block            |
| "Video Phone (Екстендед Ремикс)" (Бијонсе у дуету са Лејди Гагом)                                             | 2009          | 65                      | 31                      | —                       | —                       | —                       | —                       | 32                      | —                       | —                       | 58                      |                | I Am... Sasha Fierce |
| "Monster" | 2009          | —                       | 80                      | —                       | —                       | —                       | —                       | 29                      | —                       | —                       | 68                      |                | The Fame Monster     |
| "Speechless"                                                                                                  | 2009          | 94                      | —                       | 67                      | —                       | —                       | —                       | —                       | —                       | —                       | 88                      |                | The Fame Monster     |
| "So Happy I Could Die"                                                                                        | 2009          | —                       | —                       | —                       | —                       | —                       | —                       | —                       | 53                      | —                       | 84                      |                | The Fame Monster     |
| "Teeth" | 2009          | —                       | —                       | —                       | —                       | —                       | —                       | —                       | —                       | —                       | 107                     |                | The Fame Monster     |
| "Poker Face / Speechless / Your Song" (у дуету са Елтоном Џоном)                                              | 2010          | —                       | —                       | —                       | 94                      | —                       | —                       | —                       | —                       | —                       | —                       |                | Није сингл са албума |
| "Scheiße" | 2011          | —                       | —                       | —                       | —                       | —                       | —                       | —                       | —                       | —                       | 136                     |                | Born This Way        |
| "Black Jesus + Amen Fashion"                                                                                  | 2011          | —                       | —                       | —                       | —                       | —                       | —                       | —                       | —                       | —                       | 172                     |                | Born This Way        |
| "Fashion of His Love"                                                                                         | 2011          | —                       | —                       | —                       | —                       | —                       | —                       | —                       | —                       | —                       | 140                     |                | Born This Way        |
| "The Queen"                                                                                                   | 2011          | —                       | —                       | —                       | —                       | —                       | —                       | —                       | —                       | —                       | 150                     |                | Born This Way        |
| "White Christmas"                                                                                             | 2011          | —                       | —                       | —                       | —                       | —                       | —                       | —                       | —                       | —                       | 87                      |                | A Very Gaga Holiday  |
| "Artpop" | 2013          | —                       | —                       | —                       | 185                     | —                       | —                       | —                       | —                       | —                       | —                       |                | Artpop               |
| "Diamond Heart"                                                                                               | 2016          | —                       | —                       | —                       | —                       | —                       | —                       | —                       | —                       | —                       | 155                     |                | Joanne               |
| "John Wayne"                                                                                                  | 2016          | —                       | —                       | —                       | —                       | —                       | —                       | —                       | —                       | —                       | 180                     |                | Joanne               |
| "Dancin' in Circles"                                                                                          | 2016          | —                       | —                       | —                       | —                       | —                       | —                       | —                       | —                       | —                       | 186                     |                | Joanne               |
| "Angel Down"                                                                                                  | 2016          | —                       | —                       | —                       | —                       | —                       | —                       | —                       | —                       | —                       | 152                     |                | Joanne               |
| "Music to My Eyes"                                                                                            | 2018          | —                       | —                       | —                       | —                       | —                       | —                       | —                       | —                       | —                       | —                       |                | Звезда је рођена     |
| "Always Remember Us This Way"                                                                                 | 2018          | 41                      | 12                      | 32                      | 60                      | 3                       | 50                      | 14                      | 13                      | 8                       | 25                      |                | Звезда је рођена     |
| "Look What I Found"                                                                                           | 2018          | —                       | 95                      | —                       | —                       | —                       | —                       | —                       | —                       | —                       | —                       |                | Звезда је рођена     |
| "Is That Alright?"                                                                                            | 2018          | 63                      | 97                      | 85                      | —                       | —                       | —                       | —                       | —                       | —                       | —                       |                | Звезда је рођена     |
| "I'll Never Love Again"                                                                                       | 2018          | 36                      | 15                      | 43                      | 61                      | 10                      | 61                      | —                       | 52                      | 14                      | 27                      |                | Звезда је рођена     |
| "—" означава издање које или није дебитовало на тој топ-листи или није дебитовало у/на тој држави/територији. |               |                         |                         |                         |                         |                         |                         |                         |                         |                         |                         |                |                      |

## Видеографија
| "Just Dance"                                         | 2008 | Колби О’Донис                     | Мелина Мацукас                          | [ 121 ] | | | | | | | | | | | | | |
| "Beautiful, Dirty, Rich"                             | 2008 | Нема                              | Мелина Мацукас                          | [ 122 ] | | | | | | | | | | | | | |
| "Poker Face"                                         | 2008 | Нема                              | Реј Кај                                 | [ 121 ] | | | | | | | | | | | | | |
| "Don't Give Up"                                      | 2009 | Нејтан Фереро                     | Непознато                               | [ 123 ] | | | | | | | | | | | | | |
| "Eh, Eh (Nothing Else I Can Say)"                    | 2009 | Нема                              | Џозеф Кан                               | [ 124 ] | | | | | | | | | | | | | |
| "LoveGame"                                           | 2009 | Нема                              | Џозеф Кан                               | [ 125 ] | | | | | | | | | | | | | |
| "Chillin"                                            | 2009 | Вејл                              | Крис Робинсон                           | [ 126 ] | | | | | | | | | | | | | |
| "Paparazzi"                                          | 2009 | Нема                              | Јонас Акерлунд                          | [ 127 ] | | | | | | | | | | | | | |
| "Bad Romance"                                        | 2009 | Нема                              | Френсис Лоренс                          | [ 128 ] | | | | | | | | | | | | | |
| "Video Phone"                                        | 2009 | Бијонсе                           | Хајп Вилијамс                           | [ 129 ] | | | | | | | | | | | | | |
| "Telephone"                                          | 2010 | Бијонсе                           | Јонас Акерлунд                          | [ 130 ] | | | | | | | | | | | | | |
| "Alejandro"                                          | 2010 | Нема                              | Стивен Клајн                            | [ 131 ] | | | | | | | | | | | | | |
| "Born This Way"                                      | 2011 | Нема                              | Ник Најт                                | [ 132 ] | | | | | | | | | | | | | |
| "Judas*"                                             | 2011 | Нема                              | Лејди Гага Лоријан Гибсон               | [ 133 ] | | | | | | | | | | | | | |
| "The Edge of Glory"                                  | 2011 | Нема                              | Хаус оф Гага                            | [ 134 ] | | | | | | | | | | | | | |
| "3-Way (The Golden Rule)"                            | 2011 | Ди Лонли Ајленд Џастин Тимберлејк | Акива Шафер Хорма Таконе                | [ 135 ] | | | | | | | | | | | | | |
| "You and I"                                          | 2011 | Нема                              | Лоријан Гибсон                          | [ 136 ] | | | | | | | | | | | | | |
| "The Lady Is a Tramp"                                | 2011 | Тони Бенет                        | Унџо Мун                                | [ 137 ] | | | | | | | | | | | | | |
| "Marry the Night*"                                   | 2011 | Нема                              | Лејди Гага                              | [ 138 ] | | | | | | | | | | | | | |
| "Applause"                                           | 2013 | Нема                              | Инес ван Ламсвирд Винуд Матадин         | [ 139 ] [ 140 ]                                                                                             | | | | | | | | | | | | | |
| "G.U.Y. – An Artpop Film*"                           | 2014 | Нема                              | Лејди Гага                              | [ 141 ] | | | | | | | | | | | | | |
| "Anything Goes"                                      | 2014 | Тони Бенет                        | Никол Ерлих Харви Вајт                  | [ 142 ] | | | | | | | | | | | | | |
| "I Can't Give You Anything but Love"                 | 2014 | Тони Бенет                        | Никол Ерлих Харви Вајт                  | [ 143 ] | | | | | | | | | | | | | |
| "But Beautiful"                                      | 2014 | Тони Бенет                        | Никол Ерлих Харви Вајт                  | [ 144 ] | | | | | | | | | | | | | |
| "It Don't Mean a Thing (If It Ain't Got That Swing)" | 2014 | Тони Бенет                        | Никол Ерлих Харви Вајт                  | [ 145 ] | | | | | | | | | | | | | |
| "Til It Happens to You"                              | 2015 | Нема                              | Кетрин Хардвик                          | [ 146 ] | | | | | | | | | | | | | |
| "I Want Your Love"                                   | 2015 | Нема                              | Ник Најт                                | [ 147 ] | | | | | | | | | | | | | |
| "Perfect Illusion"                                   | 2016 | Нема                              | Рут Хогбен Андреа Жералдин              | [ 148 ] | | | | | | | | | | | | | |
| "Million Reasons*"                                   | 2016 | Нема                              | Лејди Гага Рут Хогбен Андреа Жералдин   | [ 149 ] [ 150 ]                                                                                             | | | | | | | | | | | | | |
| "John Wayne"                                         | 2017 | Нема                              | Јонас Акерлунд                          | [ 151 ] | | | | | | | | | | | | | |
| "Joanne (Where Do You Think You're Goin'?)"          | 2018 | Нема                              | Рут Хогбен Андреа Жералдин Хаус оф Гага | [ 152 ] [ 153 ]                                                                                             | | | | | | | | | | | | | |
| "Shallow"                                            | 2018 | Бредли Купер                      | Непознато                               | [ 154 ] | | | | | | | | | | | | | |
| "Look What I Found"                                  | 2018 | Нема                              | Непознато                               | [ 155 ] | | | | | | | | | | | | | |
| "I'll Never Love Again"                              | 2018 | Нема                              | Непознато                               | [ 156 ] | | | | | | | | | | | | | |
| "Stupid Love"                                        | 2020 | Нема                              | Даниел Аскил                            | "*" означава песму/сингл чији је музички видео-спот делимично или у потпуности продуцирала сама Лејди Гага. | "*" означава песму/сингл чији је музички видео-спот делимично или у потпуности продуцирала сама Лејди Гага. | "*" означава песму/сингл чији је музички видео-спот делимично или у потпуности продуцирала сама Лејди Гага. | "*" означава песму/сингл чији је музички видео-спот делимично или у потпуности продуцирала сама Лејди Гага. | "*" означава песму/сингл чији је музички видео-спот делимично или у потпуности продуцирала сама Лејди Гага. | "*" означава песму/сингл чији је музички видео-спот делимично или у потпуности продуцирала сама Лејди Гага. | "*" означава песму/сингл чији је музички видео-спот делимично или у потпуности продуцирала сама Лејди Гага. | "*" означава песму/сингл чији је музички видео-спот делимично или у потпуности продуцирала сама Лејди Гага. | "*" означава песму/сингл чији је музички видео-спот делимично или у потпуности продуцирала сама Лејди Гага. | "*" означава песму/сингл чији је музички видео-спот делимично или у потпуности продуцирала сама Лејди Гага. | "*" означава песму/сингл чији је музички видео-спот делимично или у потпуности продуцирала сама Лејди Гага. | "*" означава песму/сингл чији је музички видео-спот делимично или у потпуности продуцирала сама Лејди Гага. | "*" означава песму/сингл чији је музички видео-спот делимично или у потпуности продуцирала сама Лејди Гага. | "*" означава песму/сингл чији је музички видео-спот делимично или у потпуности продуцирала сама Лејди Гага. |